# 库尔纳市
库尔纳是孟加拉国的第三大城市，库尔纳专区首府和库尔纳县行政驻地，2007年估计人口为140万。
该城位于孟加拉国首都达卡之西南方约333千米，是主要的工商业中心。